# 王家克拉倫斯酒店

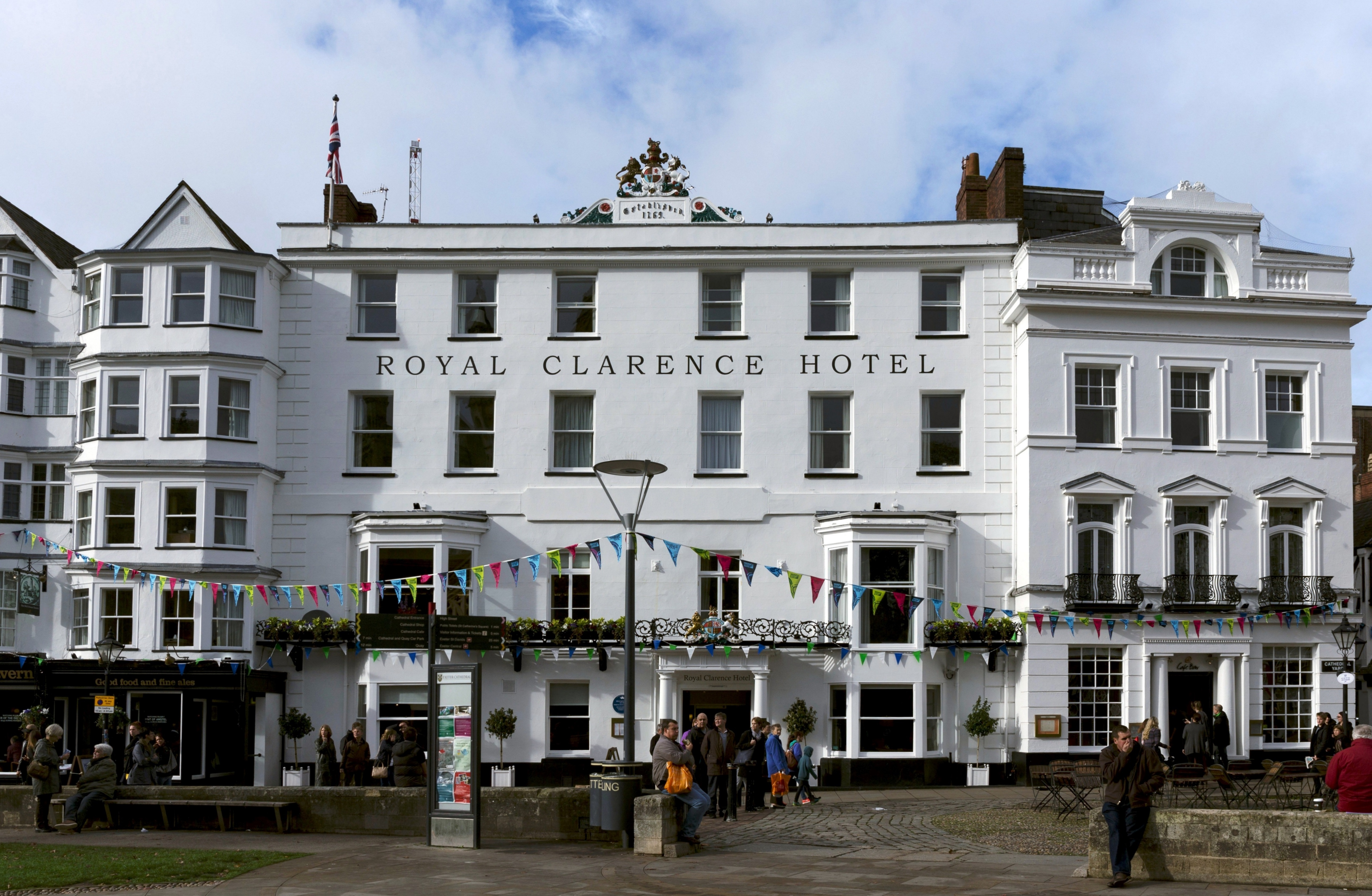
2015年外貌

50°43′23″N 3°31′51″W / 50.7231554°N 3.5306954°W
王家克拉倫斯酒店（英語：Royal Clarence Hotel），品牌名稱為，是英國德文郡郡治埃克塞特的一家酒店，仳鄰埃克塞特座堂。被認為是英國最古老的酒店。2016年被焚燬。
2016年10月28日受鄰近一家畫廊的火災波及焚燬。。該酒店原址被出售，現正重建，計劃重新開業。